# Йохан II (Спонхайм-Щаркенбург)
Йохан II фон Спонхайм-Щаркенбург (на немски: Johann II von Sponheim-Starkenburg; * между 1265 у 1270; † 22 февруари или 29 март 1324) от фамилията Спонхайми е 35 години от 1289 до 1324 г. управляващ граф на долното Графство Спонхайм в Щаркенбург.

## Биография
Той е син на граф Хайнрих I († 1289) и съпругата му Бланшефльор фон Юлих († 1330), дъщеря на граф Вилхелм IV фон Юлих и на Рихардис фон Гелдерн, дъщеря на граф Герхард IV фон Гелдерн.
Йохан е в документи 1309 и 1310 г. ландфогт. Той е привърженик на император Хайнрих VII и така в опозиция към предното графство Спонхайм. През 1314 г. Балдуин Люксембургски, курфюрст на Трир, го прави на главен амтман в земите на Трир, между Мозел и Рейн. Погребан е в манастир Химерод.

## Фамилия
Първи брак: с Катарина фон Вианден. Двамата имат един син:
- Хайнрих II Млади (* 1292/1295; † 1323), граф на Спонхайм, женен януари 1315 за Лорета фон Салм († 1346)

Втори брак: през юни 1291 г. с Катарина фон Оксенщайн, племенница на крал Рудолф I. Те имат две деца:
- Панталеон, домхер в Страсбург
- Бланшефлор († 1358), омъжена 1314 г. за граф Фридрих I фон Велденц-Лихтенберг († 1327), син на граф Георг I фон Велденц